# رقص چاپ سیستانی

رقص چاپی سیستانی ،سیستان

رقص چاپی یکی از اصیل‌ترین رقص‌های سیستان به‌شمار می‌رود که از دیر باز در این سرزمین کهن که مهد تمدن و فرهنگ و رقص‌های آیینی است وجود داشت.

## نام
گونه ای از رقص سیستانی است که یکی از جاذبه‌های فرهنگی سیستان است و از رقصهای آیینی و حماسی است.
این رقص در گویش سیستانی «چاپ سیستانی» نامیده می‌شود. رقص سیستانی با قدمتی بیش از هزار سال هویت و به نوعی نمادی از پیشینه تاریخی سیستان است.

## ریشه
رقص چاپی یکی از رقص‌های آیینی و سماعی ایرانیان باستان و به خصوص مردم سیستانی می‌باشد.
نخستین بار در شاهنامه به سماع به معنی پرستش با وجد برمی‌خوریم که توسط کی‌خسرو کیانی انجام گرفت که پنج هفته به سماع پرداخت چنین پنج هفته خروشان به پای همی بود بر پیش گیهان خدای و این راه و شیوه که خواندن و ستایش خداوند در حالت خوشی و مستی در فرهنگ اسلامی نیست بلکه از فرهنگ نخستین آریاییان است و همچنین در فرهنگ یهود نیز یافت می‌شود که داوود خدا را با نوای چنگ ستایش می‌کرد مسلم است که سماع و رقص مذهبی برای خداوند، ریشه در تاریخ کهن دارد. در آیاتی از تورات، به سماع داوود نبی اشاره شده‌است که «به حضور خداوند جست و خیز و رقص می‌کرد» همچنین در انجیل نیز به رقص و سماع حضرت مریم بر روی پلکان مذبح اشاره شده‌است. اما پس از اسلام و تا سال ۲۴۵ هجری اثری از سماع در مراسم مسلمانان به چشم نمی‌خورد. در این سال ذوالنون مصری اجازه تشکیل اولین مجلس قوالی و سماع را به شاگردان خود داد. اندکی بعد و در سال ۲۵۳ نخستین حلقه سماع را علی نتوخی در بغداد به پا کرد.